# SOO Good FM
SOO Good FM（そおグッドエフエム）は、鹿児島県曽於市に所在し超短波放送（FM放送）をする、特定地上基幹放送事業者である一般財団法人まちづくり曽於によるコミュニティFM局である。

## 概要
2016年開局。鹿児島県内で13番目のコミュニティFM局。大隅半島地域では5番目の開局であり、同地域で初めておおすみ半島コミュニティ放送ネットワークへの加入経験がないコミュニティ局となった。
開局以前から、曽於市では有線放送及びオフトーク通信で毎日配信を行っていたが、それのFM波への移行という形でコミュニティFMが構想された。そのため、曽於市では全世帯にSOO Good FMをはじめ県域局も聴取できる防災ラジオを無償貸与している。
「曽於市役所からのお知らせ」は、市の情報を伝える有線放送やオフトーク通信が2016年（平成28年）に終了したため、2017年（平成29年）1月4日から防災ラジオを使用し、スイッチを切っていても自動で起動する「一斉起動放送」を利用した放送となっている。
開局当初の送信所は、末吉総合センターに親局（出力20W）。中継局に白鹿岳中継局（出力5W）、月野中継局（出力5W）、恒吉中継局（出力10W）、南之郷中継局（出力5W）の4つの中継局を設置。その後、難聴取対策のため、中継局の出力変更と白鹿岳中継局を高之峯に、月野中継局を大隅曽於地区消防組合曽於消防署敷地に移設している。
現在の出力は、末吉の親局（出力20W）、財部地区をカバーする高之峯中継局（出力20W）、旧大隅町の月野中継局（出力10W）、同じく旧大隅町の恒吉中継局（出力20W）、旧末吉地区東部の南之郷中継局（出力10W）となっている。
きらら方式の採用局。放送時間は6時30分から21時までで、大半の放送は生放送となっている。

## 会社所在地
- 鹿児島県曽於市末吉町諏訪方8127番地（曽於市末吉総合センター内）

## 沿革
- 2005年（平成17年） - 曽於郡の末吉町、財部町、大隅町が合併し曽於市が発足。
- 2015年（平成27年）8月 - 自治体が直接放送事業を行うことは出来ないため、曽於市が出資する一般財団法人「まちづくり曽於」が運営する形式で設立される。[3]
- 2016年（平成28年）4月29日 - SO o Good FM開局。

## 現在放送されている番組[4]
- SOO Good Morning!
- SOOトピックス
- ミュージック・ランド
- eco!しちゃお。
- しるしる そお市
- ごちそおランチ
- 演歌 DE SOO
- 午後もSOOKAI!
- 今日もテゲテゲ!
- SOO Good Night!
- ラジオでフジオの法律ナビ（第1・3火曜日放送）
- かごっま弁で語いもんそ
- おやっとさ〜!
- ラジオ 子育てサロン
- 健康SOO談
- 耽美めしませ（第1・3木曜日放送）
- ワクワク フライデー
- スズキアリーナ大隅presents Weekendナビゲーション
- 歴しる そお知る
- 情熱!創成人たち
- サニサタ!SOO Sunny Saturday
- ビューティフルサタデー
- そおナビ
- ランチ・オン・タイム
- キラキラ☆昭和歌謡曲
- カフェサタデー
- みんなげんき（第2・第4土曜日）
- ゴジ×ロジ!
- そおだ!土曜の夜はヒッパレ
- サニサン!SOO Sunny Sunday
- 日曜クラシック
- 図書館だより
- ビューティフルサンデー
- そおブランチ
- よか・余暇・そお
- J-POP SOO! SOO!
- カフェサンデー
- enjoy♪ブンカルチャー

✴︎ サンデーシネマパラダイス
- とわいらいとサンデー
- サンデーソングナイト

## キャラクター
ソーセージをモチーフとした、市のキャラクター「そお星人」がFM局のイメージキャラクターも務めている。